# 中国人富裕層
年収200万元（約4000万円）以上の中国人を指す。
投資可能な資産が1000万元（約2億円）以上ある中国人。

## 概況
富裕層（ふゆうそう）とは、セグメンテーションのひとつであり、一定以上の経済力や購買力を有する世帯を指し示す。
中国における富裕層の定義は、マッキンゼー・アンド・カンパニーが2009年に行った調査によると、年収200万元（約4000万円）以上としている。同調査によれば、現在中国では年率15%の勢いで、富裕層が増加しており、2015年までには400万世帯を超え、富裕層の数で米国・日本・英国に次ぐ世界第4位に浮上するという。また、中国人富裕層は若年層が多く、45歳以下が80%を占めている。
中国において2008年に投資可能な資産が1000万元（約2億円）以上ある富裕層は約30万人おり、投資可能な資産の総額は8兆8000億元に上る。一方、招商銀行とベイン・アンド・カンパニーが発表した「2009年 中国個人財産報告」によると、2009年末までに、1000万元以上の投資可能資産がある個人は、前年同期比6%増の32万人になり、投資可能資産額も前年同期比7%増の9兆元を超えるとしている。

## 地域別
「2009年 中国個人財産報告」によると、2008年に中国大陸で1億元の投資可能資産を持つ人は約1万人で、広東省、上海市、北京市、江蘇省、浙江省の5つ地方では、 1000万元以上の資産がある人は2万人を超えている。1位は広東省で全国の15%を占める4万6000人、2位は上海、3位は北京となっている。

## 世界長者番付
2010年版の世界長者番付（米誌フォーブス）では、番付にランキングされた富豪の4割に当たる403人がアメリカ人だったが、中国が初めてロシアを抜き2位になり、09年の28人から62人まで増加した。また、世界女性富豪トップ10の半分が中国人だった。中国の第1位は飲料メーカー最大手、ワハハ（Wahaha、娃哈哈）集団の会長宗慶後で、70億ドル（約6300億円）の資産で第103位だった。以下、希望グループ会長の劉永行（154位）、蘇寧電器会長の張近東（176位）、BYDの副会長王伝が後に続いた。
　「世界の若手富豪ランキング」トップ10に、中国大陸から不動産企業である碧桂園の会長・楊国強の娘である楊恵妍と山西省の海鑫鋼鉄グループ会長・李兆会の2名がランクイン。